# Климов, Алексей Владимирович
Алексей Владимирович Климов (род. 17 августа 1976, Зима, Иркутская обл., СССР) — российский общественный, государственный и политический деятель. Депутат Законодательного Собрания города Севастополя II созыва (с 8.09.2019 г.). До этого избирался депутатом Законодательного собрания Калужской области (с 2005), назначался советником губернатора Калужской области (2010).

## Биография
Родился 17 августа 1976 года в г. Зима Иркутской области. Среднее образование получил в г. Калуге. Активно занимался лыжным спортом и боксом. Имел спортивные разряды. Неоднократно становился победителем соревнований на региональном и всероссийском уровне.
В ноябре 1994 г. был призван в армию. Службу проходил в роте специального назначения 154 отдельного комендантского полка. В декабре 1995 г. добился направления в Чеченскую Республику, где в должности старшины разведывательной роты 166 ОМСБР принимал участие в боевых действиях. В марте 1996 г. в ходе проведения спецоперации сержант Климов был тяжело ранен. В результате ранения полностью потерял зрение, но от инвалидности отказался. В 1999 г. приказом министра обороны Климов был зачислен на 34 курсы младших лейтенантов СИБВО, которые окончил с отличием, после чего проходил службу на различных воинских должностях в Калужском гарнизоне МО РФ.
С 2011 по 2014 г.г. занимал командные должности в военной комендатуре г. Москвы и приданных воинских подразделениях. В 2008 г. по личному распоряжению министра обороны РФ майор Климов был зачислен слушателем Общевойсковой академии Вооруженных Сил РФ имени М. В. Фрунзе на факультет «Управление войсками и соединениями». В июне 2010 г. он успешно закончил обучение в академии.
В 1997 г. он создал и по сей день возглавляет Калужскую областную общественную организацию участников боевых действий в Чеченской Республике «Россич», которая объединяет в своих рядах почти пять тысяч ветеранов и членов их семей. В декабре 1997 г. принял активное участие в создании Всероссийского Общественного Движения Ветеранов локальных войн и военных конфликтов «БОЕВОЕ БРАТСТВО», а в 2001 г. создал и возглавил Калужское областное отделение Всероссийской общественной организации ветеранов «БОЕВОЕ БРАТСТВО».
Алексей Климов проводит лично и организует проведение большой общественной работы по медицинской реабилитации, трудоустройству, самореализации, моральной поддержке, оказанию материальной, юридической помощи участникам боевых действий, ветеранам военной службы, членам их семей, увековечению памяти калужан, погибших в локальных войнах и военных конфликтах, оказание всесторонней помощи их семьям. Четырежды он лично возглавлял поездки на Северный Кавказ с гуманитарным грузом для проходящих там службу военнослужащих. Он активно участвует в патриотическом воспитании молодежи, приобщении её к спорту, к здоровому и активному образу жизни. Являясь президентом городской федерации бокса и председателем детского юношеского патриотического спортивного технического клуба «Россич», Климов провел сотни различных турниров и спортивных соревнований, среди которых ежегодный турнир по боксу на кубок «Россич» стал всероссийским. Оказал помощь в реставрации монастыря Св. Георгия в г. Мещовске, за что был отмечен наградой Русской Православной церкви.
А. В. Климов создал и возглавил Межрегиональное общественное Движение «Нам здесь жить». В марте 2005 г. он был избран депутатом Законодательного Собрания Калужской области. В 2005 г. Климов окончил Калужский филиал Московского гуманитарно-экономического института по специальности «менеджмент организации», в 2006 г. — курсы Академии Госслужбы при Президенте РФ на факультете «Российский парламентаризм». В феврале 2010 г. Губернатор Калужской области назначил его одним из своих советников.
В настоящее время[какое?] Алексей Климов служит в Вооруженных Силах РФ, на воинской должности заместителя начальника пункта отбора на военную службу по контракту по Калужской области и является заместителем председателя исполнительного комитета Всероссийской Общественной Организации Ветеранов «БОЕВОЕ БРАТСТВО». 8 сентября 2019 года избран депутатом Законодательного Собрания г. Севастополя.

### Общественно-политическая карьера
1997 год — создал Калужскую областную общественную организацию участников боевых действий в Чеченской Республике «Россич», которую возглавляет по сей день.
2001 год — создал и возглавил Калужское областное отделение Всероссийской общественной организации ветеранов «БОЕВОЕ БРАТСТВО».
2001 год — создал ДЮП СТК «Россич».
2005 год — избран депутатом Законодательного Собрания Калужской области. Член комитета по экономической политике, член комиссии по законодательству о предпринимательстве. Обязанности депутата исполнял без отрыва от военной службы.
2006 год — создал и возглавил Межрегиональное общественное движение «Нам здесь жить».
2006 год — создал и возглавил Федерацию бокса г. Калуги.
2010 год — назначен советником губернатора Калужской области.
2019 год — избран депутатом Законодательного Собрания II созыва г. Севастополя.

## Награды
- Орден Мужества;
- Медаль Жукова;
- Медаль «За ратную доблесть»;
- Медаль «За отличие в военной службе» II степени;
- Медаль «За отличие в военной службе» III степени;

Лауреат Международной премии Н. Островского в номинации «За личное мужество и героизм, проявленные в обстоятельствах, связанных с риском для жизни при защите Отечества».
И другие правительственные, ведомственные и общественные награды.
- «Для того чтобы видеть, не обязательно смотреть. Для того чтобы слышать, не обязательно слушать».
- «Слепота даёт фору. Мне ничего такого особенно не надо из материальных благ. Ни на что я отвлекаться не буду. Буду работать. День и ночь. Служить России».

## Интервью в СМИ
1. https://gtrk-kaluga.ru/otkrytaya-studiya/audio-1703 Архивная копия от 16 сентября 2019 на Wayback Machine
2. https://www.1tv.ru/news/2012-02-23/105245-smert_vozrozhdenie_ispolnenie_mechty_istoriya_nezryachego_mayora_kotoryy_sdelal_nevozmozhnoe
3. https://www.1tv.ru/news/2012-02-23/105283-posle_tyazhelogo_raneniya_ofitser_rossiyskoy_armii_ostaetsya_v_stroyu
4. https://tvzvezda.ru/schedule/program-guide/202010240005-6i1kl.html Архивная копия от 30 октября 2020 на Wayback Machine
5. https://tvzvezda.ru/news/vstrane_i_mire/content/201602221826-rykq.htm Архивная копия от 26 сентября 2020 на Wayback Machine
6. https://aif.ru/society/people/klim_ne_rasslablyaysya_slepota_ne_pomeshala_starshine_alekseyu_stat_mayorom Архивная копия от 10 апреля 2021 на Wayback Machine
7. https://trinixy.ru/125521-aleksey-klimov-serzhant-kotoryy-nesmotrya-na-poteryu-zreniya-dosluzhilsya-do-mayora-6-foto.html
8. https://bbratstvo.com/video/100810 Архивная копия от 4 декабря 2020 на Wayback Machine
9. https://bbratstvo.com/2016/02/12/geroj-chechenskoj-vojny-aleksej-klimov-o-zhizni-i-boevom-bratsve Архивная копия от 22 октября 2018 на Wayback Machine
10. https://aventure56.livejournal.com/10027.html Архивная копия от 7 марта 2018 на Wayback Machine
11. https://sobesednik.ru/obshchestvo/golovokruzhitelnaya-karera-slepogo-soldata Архивная копия от 3 марта 2021 на Wayback Machine
12. https://mir24.tv/articles/16452106/ya-skazal-hochu-sluzhit-oni-pokrutili-u-viska-no-ministru-dolozhili-istoriya-poteryavshego-zrenie-maiora-klimova
13. https://www.pnp.ru/social/sevastopolskie-deputaty-vstali-na-zashhitu-tradicionnykh-semeynykh-cennostey.html
14. https://sevgv.ru/arhiv-nomerov/
15. https://sev.ik.news/s-propagandoj-lgbt-rossii-ne-po-puti/
16. https://ik.news/sev/10759/
17. https://ik.news/sev/10796/
18. https://ik.news/sev/10221/
19. https://ik.news/sev/9877/
20. https://ik.news/sev/9596/
21. https://ik.news/sev/9311/
22. https://ik.news/sev/8750/
23. https://ik.news/sev/8743/
24. https://ik.news/sev/8370/